# Avon Championships of Detroit 1982
Avon Championships of Detroit 1982  — жіночий тенісний турнір, що проходив на закритих кортах з килимовим покриттям Cobo Hall & Arena в Детройті (США). Належав до циклу Avon Championships 1982. Відбувся водинадцяте і тривав з 1 до 7 лютого 1982 року. Перша сіяна Андреа Джегер здобула титул в одиночному розряді і заробила 30,0 тис. доларів.

## Фінальна частина

### Одиночний розряд
Андреа Джегер —  Міма Яушовец 2–6, 6–4, 6–2

### Парний розряд
Леслі Аллен /  Міма Яушовец —  Розмарі Касалс /  Венді Тернбулл 6–4, 6–0

## Розподіл призових грошей
| Дисципліна       | П       | F       | ПФ     | ЧФ     | 1/8    | 1/16   |
| Одиночний розряд | $30,000 | $15,000 | $7,350 | $3,600 | $1,900 | $1,100 |